# ハワイ金刀比羅神社・ハワイ太宰府天満宮
ハワイ金刀比羅神社・ハワイ太宰府天満宮（ハワイことひらじんじゃ・ハワイだざいふてんまんぐう、Hawaii Kotohira Jinsha、Hawaii Dazaifu Tenmangu）は、アメリカ合衆国ハワイ州オアフ島ホノルル市に鎮座する神社（金刀比羅神社・天満宮）。

## 祭神
- 金刀比羅宮 Kotohira-gu
  - 大物主神 Ohmono nushi no kami
  - 崇徳天皇  Emperor Sutoku
- 太宰府天満宮 Dazaifu Tenmangu
  - 菅原道真公  Michizane Sugawara
- 白崎八幡宮 Shirasaki Hachimangu
  - 武内宿禰命 Takenouchi sukune no mikoto
  - 埴安姫命 Haniyasuhime no mikoto
  - 事代主命 Kotoshironushi no mikoto
  - 素盞鳴尊 Susamo-o no mikoto
  - 菅原道真公 Sugawara Michizane ko
  - 五男神 Itsuhashira no hikogami
  - 大山祇神 O-oyamatsumi no kami
  - 金山彦命 Kanayamahiko no mikoto
  - 少童神 Watatsumi no kami
  - 応神天皇 Ojin Tenno
  - 神功皇后 Jingu Kohgo
  - 仲哀天皇 Chuai Tenno
- 大瀧神社 Otaki Jinja
  - 岐津姫命 Takitsuhime no mikoto
  - 宇迦之御霊命 Ukatano mitama no ookami
  - 事代主命 Kotoshironushi no mikoto
  - 大山津見神 O-oyamatsumi no kami
  - 金刀比羅大神 Kotohira no O-okami
  - 住吉大神 Sumiyoshi no O-okami
  - 天鳥船大神 Ameno Torifune no O-okami
- 水天宮 Suitengu
  - 天御中主神 Minakanusi no kami
  - 安徳天皇 Emperor Antoku
  - 高倉平中宮 Takakura Taira no Chugu
  - 二位の尼 Ni-I no ama
- 稲荷神社 Inari Jinja　
  - 宇迦之御魂大神 Ukatano mitama no O-okami
  - 佐田彦大神 Satahiko no O-okami
  - 大宮能売大神 O-omiyanome no O-okami
  - 田中大神 Tanaka no O-okami
  - 四大神 Shino O-okami
- 海津見神社 Watatsumi Jinja
  - 大海津見神 O-owatatsumi no kami

## 歴史
- 1920年（大正9年）、ハワイ在留邦人漁師を中心に布哇金刀比羅神社を鎮祭。
- 1921年（大正10年）11月13日、キング街ウォルターレーンに社殿形式の神社を建立。
- 1930年（昭和5年）
  - 8月、白崎八幡宮を相殿に勧請する。
  - 10月、大瀧神社を相殿に勧請する。
- 1932年（昭和7年）1月27日、現在地に移転。
- 1941年（昭和16年）12月7日、真珠湾攻撃が始まると第3代宮司磯部節は抑留される。
- 1943年（昭和18年）11月、磯部節は日本に帰国。
- 1950年（昭和25年）5月18日、敵国財産として没収された神社の敷地回復訴訟で勝訴す。
- 1952年（昭和27年）7月24日、福岡の太宰府天満宮を勧請。
- その後、ホノルルのパラマ稲荷神社・海津見神社・水天宮を合祀。
- 1986年（昭和61年）11月2日、新社殿竣工。
- 1990年（平成2年）1月14日、総会で現社名に改める。[1]

本土の合祀は日本政府の1村1社という国家統制から成されたが、ハワイでは戦後再建できなかった神社がオアフ島だけでも23社あり、そうした神社の祭神を合祀している。

## 交通アクセス
- アラモアナセンターからExpress A番のTheBusで20分
- ワイキキから2番または Express Bで30分